# Grace Sherman
Grace „Gracie“ Sherman (* 20. März 1988) ist eine kanadische Schauspielerin.

## Leben
Sherman debütierte 2005 in einer Episode der Fernsehserien Young Blades und Terminal City sowie dem Spielfilm Paper Moon Affair. Im Folgejahr hatte sie eine Besetzung in der Fernsehserie 4400 – Die Rückkehrer. 2007 spielte sie die Rolle der Megan in zwei Episoden der Fernsehserie The L Word – Wenn Frauen Frauen lieben. Zusätzlich wirkte sie in einigen Spielfilmen, meistens Fernsehproduktionen, mit. 2013 übernahm sie eine größere Rolle in dem Fernsehfilm Battleforce – Angriff der Alienkrieger.

## Filmografie
- 2005: Young Blades (Fernsehserie, Episode 1x07)
- 2005: Paper Moon Affair
- 2005: Terminal City (Fernsehserie, Episode 1x05)
- 2006: 4400 – Die Rückkehrer (Fernsehserie, Episode 3x08)
- 2007: The L Word – Wenn Frauen Frauen lieben (The L Word) (Fernsehserie, 2 Episoden)
- 2007: The Party Never Stops: Diary of a Binge Drinker (Fernsehfilm)
- 2009: Stranger with My Face (Fernsehfilm)
- 2010: Wie durch ein Wunder (Charlie St. Cloud)
- 2011: Hellcats (Fernsehserie, 2 Episoden)
- 2011: Joy (Kurzfilm)
- 2013: Battleforce – Angriff der Alienkrieger (Independence Daysaster) (Fernsehfilm)
- 2013: Supernatural (Fernsehserie, Episode 9x03)
- 2013: True Love Waits (Kurzfilm)